# شرکت برق منطقه‌ای آذربایجان
شرکت سهامی برق منطقه ای آذربایجان مسئولیت مدیریت تولید و تأمین انرژی الکتریکی مطمئن و پایدار در منطقه تحت پوشش جغرافیایی خود را عهده‌دار بوده و در جهت انجام ماموریتهای محوله و به منظور تحقق اهداف راهبردی و عملیاتی در زمینه‌های برق رسانی و ایجاد شفافیت در کلیه سطوح ارتباطی و در چارچوب سیاستهای وزارت نیرو، متعهد به ارائه خدمات فراگیر، مطمئن و اقتصادی برق به مشترکین خود می‌باشد.

## موقعیت جغرافیائی
شرکت برق منطقه ای آذربایجان از نظر موقعیت تقسیمات برقی در شمالغرب ایران و از شمال به کشورهای جمهوری آذربایجان و ارمنستان، ازغرب به کشورهای ترکیه و عراق، از شرق به برق منطقه ای گیلان، از جنوب غربی به برق منطقه ای غرب، از جنوب شرقی به برق منطقه ای زنجان مرتبط می‌باشد و از نظر تقسیمات کشوری، مسئولیت برق رسانی به سه استان آذربایجان شرقی، اردبیل و آذربایجان غربی را به عهده دارد.

## ماموریت و حوزه عملیاتی شرکت
شرکت برق منطقه ای آذربایجان به عنوان یکی از شرکتهای تابعه شرکت مادر تخصصی توانیر، مأموریت تأمین، تولید، انتقال و فروش نیروی برق مطمئن در حوزه عمل خود را به عهده دارد.

## فعالیتهای شرکت
فعالیتهایی را شامل می‌شود که از سوی وزارت نیرو به عنوان فعالیت‌های نظارتی و اعمال سیاستهای اجرایی ابلاغ می‌گردد و شامل فعالیت‌های برنامه‌ریزی، نظارت بر تولید، انتقال و توسعه تأسیسات بوده و دارای ساختار تصویب شده مطابق نمودار ساختار سازمانی ارائه شده در بخش ساختار سازمانی می‌باشد.